# Kolarstwo górskie na Igrzyskach Azjatyckich 2018
Kolarstwo górskie na Igrzyskach Azjatyckich 2018 – jedna z dyscyplin rozgrywana podczas igrzysk azjatyckich w Dżakarcie i Palembangu. Zawody odbyły w dniach 20 – 21 sierpnia w Bandungu. Do rywalizacji w czterech konkurencjach przystąpiło 52 zawodników z 15 państw.

## Uczestnicy
W zawodach wzięło udział 52 zawodników z 15 państw.
| Reprezentacja    | Liczba zawodników |
| ---------------- | ----------------- |
| Chiny            | 4                 |
| Chińskie Tajpej  | 3                 |
| Filipiny         | 4                 |
| Hongkong         | 1                 |
| Indonezja        | 10                |
| Iran             | 4                 |
| Japonia          | 1                 |
| Kazachstan       | 2                 |
| Korea Południowa | 2                 |
| Liban            | 1                 |
| Mongolia         | 4                 |
| Nepal            | 3                 |
| Tajlandia        | 8                 |
| Timor Wschodni   | 4                 |
| Wietnam          | 1                 |
| 15 reprezentacji | 52                |

## Medaliści
| Konkurencja   | Złoto                 | Srebro              | Brąz                |           |
| Mężczyźni     | Mężczyźni             | Mężczyźni           | Mężczyźni           | Mężczyźni |
| ------------- | --------------------- | ------------------- | ------------------- | --------- |
| Cross-country | Ma Hao                | Lü Xianjing         | Kiriłł Kazancew     | [ 3 ]     |
| Zjazd         | Khoiful Mukhib        | Chiang Sheng-shan   | Suebsakun Sukchanya | [ 4 ]     |
| Kobiety       |                       |                     |                     |           |
| Cross-country | Yao Bianwa            | Li Hongfeng         | Natalie Panyawan    | [ 5 ]     |
| Zjazd         | Tiara Andini Prastika | Vipavee Deekaballes | Nining Porwaningsih | [ 6 ]     |

## Tabela medalowa
| Pozycja | Reprezentacja   | Złoto | Srebro | Brąz | Razem |
| ------- | --------------- | ----- | ------ | ---- | ----- |
| 1.      | Chiny           | 2     | 2      | 0    | 4     |
| 2.      | Indonezja       | 2     | 0      | 1    | 3     |
| 3.      | Tajlandia       | 0     | 1      | 2    | 3     |
| 4.      | Chińskie Tajpej | 0     | 1      | 0    | 1     |
| 5.      | Kazachstan      | 0     | 0      | 1    | 1     |
| Razem   | Razem           | 4     | 4      | 4    | 12    |